# グリーゼ12b
グリーゼ12b（英語: Gliese 12 b）は、地球からうお座の方向に約40光年離れた位置にある赤色矮星であるグリーゼ12の周囲を公転している太陽系外惑星である。

## 発見
地球の近傍にある恒星は過半数が太陽よりも小型の赤色矮星であることが知られており、国立天文台のすばる望遠鏡に搭載されている赤外線ドップラー装置 (IRD) を用いた、地球近傍の赤色矮星の周囲を公転する太陽系外惑星のドップラー分光法での系統的な捜索プロジェクト「IRD-すばる戦略枠プログラム (IRD-SSP)」が2019年から行われており、実際に2022年には地球から約37光年離れた赤色矮星ロス508を公転する太陽系外惑星ロス508bがこのプロジェクトによる観測から発見されていた。
グリーゼ12も、このプロジェクトの観測対象の一つとして2019年6月22日から2022年11月25日に渡って集中的な観測が行われた。一方でグリーゼ12はアメリカ航空宇宙局 (NASA) の太陽系外惑星探索衛星である TESS によるトランジット法を用いた観測でも2021年8月20日から2023年10月16日までの期間の内の合計797日間に渡って観測されている。TESS の観測チームは、観測結果からグリーゼ12の周囲に公転周期が約25日半（実際の公転周期のほぼ2倍）の惑星候補が存在しているという情報を公開し、これにより TESS object of interest (TOI) におけるカタログ番号である TOI-6251 という名称が主星グリーゼ12に付与され、惑星候補は TOI-6251.01 と呼称された。この情報を基に、東京大学の葛原昌幸らの研究チームがアストロバイオロジーセンターと共同で開発した多色同時撮像カメラの「MuSCAT」でグリーゼ12の観測を改めて行った結果、この惑星候補が実際に存在する惑星であることが確かめられ、グリーゼ12bと命名されることとなった。この研究結果は、アストロフィジカルジャーナルレターズにて2024年5月23日付で掲載された。
一方で、オーストラリアのサザンクイーンズランド大学にある天体物理学センターに属する博士課程の学生である Shishir Dholakia らによる TESS の観測結果の分析とSPECULOOSなどの地上の観測施設や太陽系外惑星観測衛星 CHEOPS でのフォローアップ観測からでもグリーゼ12bの存在が確かめられており、この研究結果は葛原らの研究が掲載されたのと同じ日に王立天文学会月報に掲載された。

## 特徴

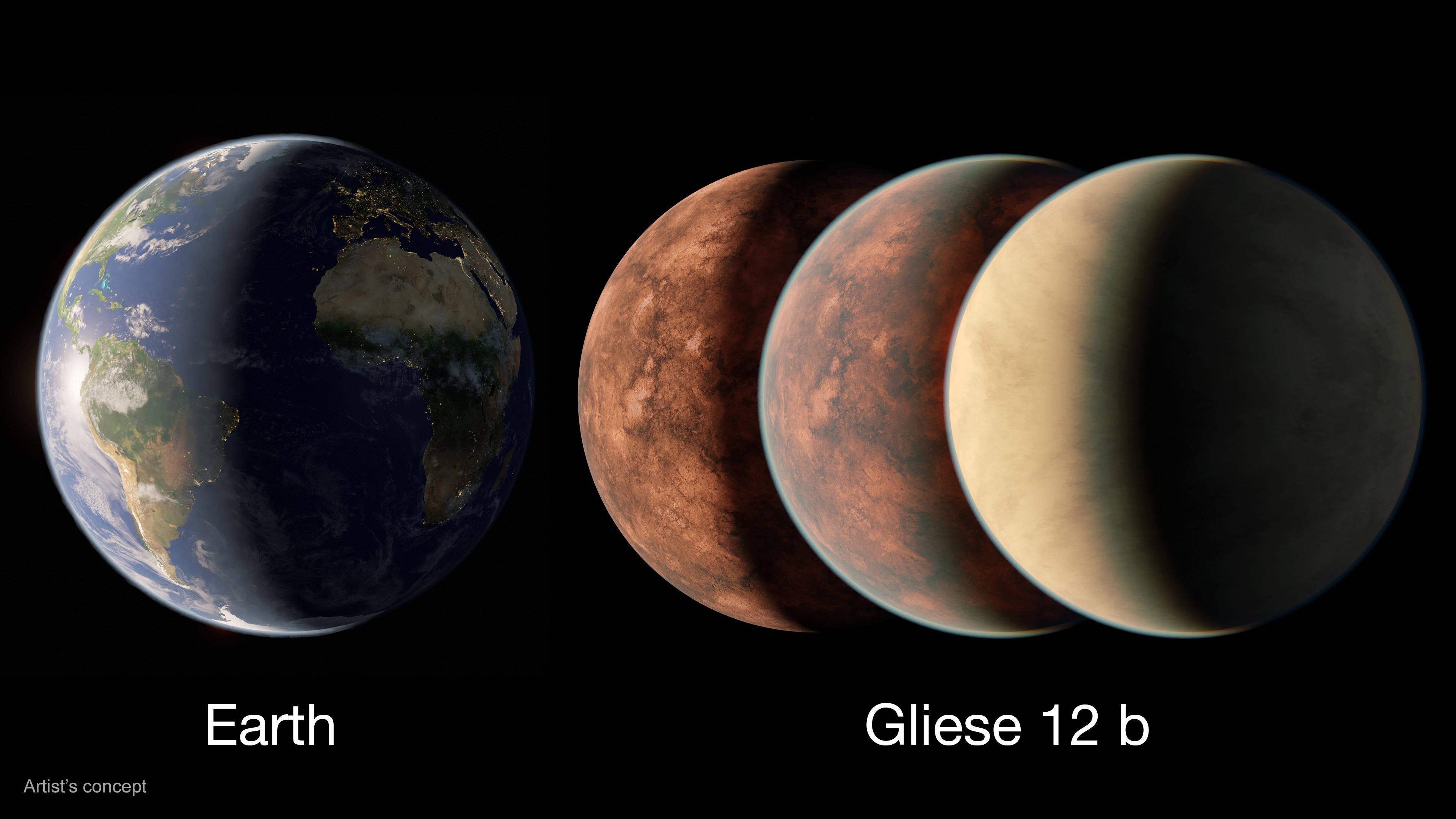
グリーゼ12bと地球の大きさを比較した画像。グリーゼ12bは大気の有無に応じて3種類の想像図で描かれている。

グリーゼ12bは、主星であるグリーゼ12から 0.0668 au（約1000万 km）離れた軌道を約12.8日の公転周期で公転している。TESS によるトランジット法での観測結果から、大きさは地球の0.958倍と一回り小さく、これは金星の大きさ（地球の0.949倍、直径 12,104 km）とほぼ一致している。不確実性が大きいものの、IRD-SSP によるドップラー分光法での観測結果から質量もある程度は求められており、99.7% の確率（68–95–99.7則における 3σ の範囲）で地球の約4倍未満であるとされている。
主星からの距離は地球から太陽までの距離の約14分の1しかないが、主星が暗く低温の赤色矮星であるため、主星から受けるエネルギーの放射量は地球の1.62+0.13
−0.11倍となっており、これは金星（地球の1.911倍）が太陽から受ける放射量の約 85% に相当する。また、この軌道は主星グリーゼ12のハビタブルゾーンの内縁付近に位置しているとみられている。ハビタブルゾーン内にある地球規模の太陽系外惑星で、なおかつトランジット（主星面通過）を起こすことが知られている太陽系外惑星としては最も地球からの距離が近い。ハビタブルゾーン内にあるそのため、大気の影響を考慮せず、アルベド（反射能）を0と仮定した場合の表面の温度である平衡温度は約 315 K（約 42 ℃）となる。これは大気の影響を考慮しない場合の温度であり、大気が存在していればその温室効果などで実際の表面の温度はさらに高くなるので、この放射量では表面に液体の水が存在したとしてもすぐに蒸発してしまうと考えられる。ハビタブルゾーン内にあることなどから、グリーゼ12bは理論上では居住可能であると見做されることがあるが、グリーゼ12bが大気を有しているかは分かっていないため、その居住性については不明であるとする論調も存在している。
地球からの距離がグリーゼ12bと同等、かつ同様に主星が小型の赤色矮星であるという点で、グリーゼ12bは TRAPPIST-1 系（約40光年）の TRAPPIST-1c と比較されている。赤色矮星は恒星活動が活発であることが多く、TRAPPIST-1 も恒星活動が強いことからフレアなどによって放出されるX線といった放射線の影響で、TRAPPIST-1c の表面から大気はほぼ消失されていると考えられている。一方で、TRAPPIST-1 の極紫外線 (XUV) 光度が 0.7×1027 erg/s から 1.8×1027 erg/s とされているのに対して、主星グリーゼ12の極紫外線光度は TRAPPIST-1 より小さい (6.0 ± 1.5)×1026 erg/s であり、恒星活動が比較的穏やかであることが知られている。主星からの距離も TRAPPIST-1c（約 0.0158 au、約237万 km）と比較して4倍以上離れていることから、グリーゼ12bは一定量の大気を現在も保持している可能性があり、サザンクイーンズランド大学の Shishir Dholakia は、グリーゼ12bは低温の恒星の周りを公転している地球サイズの惑星が大気を保持できるかどうかを研究するための最良の観測対象の一つであるとしている。また、主星から受ける放射量が金星と同程度であることから、これまでに発見されている全ての太陽系外惑星の中でも最も金星のような大気の特徴を持つ惑星を調査するにあたって最も適した太陽系外惑星であるともされている。